# جنوب‌آمریکائیان
جنوب‌آمریکائیان(نام علمی: Sudamericidae) نام یک تیره از راسته گندواناددسانان است.